# Празната къща
„Празната къща“ (на английски: The Adventure of the Empty House) е разказ на писателя Артър Конан Дойл за известния детектив Шерлок Холмс. За първи път е публикуван през 1903 г. и е включен в сборника „Завръщането на Шерлок Холмс“, издаден през 1905 година.

## Сюжет
Внимание:  Текстът по-долу разкрива сюжета на произведението (или части от него)!
... Изминали са три години от смъртта на Шерлок Холмс. През 1894 г. в Лондон се случва мистериозното убийство на сър Роналд Адеър. Той е открит прострелян в главата в заключена стая. Откритият куршум е от револвер, но никой от домакинството на Адеър не е чул силен изстрел.
Уотсън усилено размишлява върху тази криминална загадка и по време на своята разходка случайно се оказва в близост до къщата, където е станало убийството. Той оглежда местопроизшествието и стига до извода, че никой не е могъл да влезе в заключената стая, където е бил сър Роналд, а този случай се оказва все по-объркан.
На улицата Уотсън случайно се сблъсква с един стар човек. След известно време в дома му идва същият странен старец и му предлага да му продаде книги. Уотсън отказва, но изведнъж „старецът“ сваля от себе си грима, и се оказва, че това е Шерлок Холмс. От щастливата изненада Уотсън губи съзнание за известно време. Скоро той идва в съзнание и моли Холмс да му разкаже всичко.
Холмс обяснява, че напоследък, в продължение на няколко месеца, живее в Лондон с брат си Майкрофт. Убийството на Роналд Адеър е накарало Холмс да действа, и затова той решава да открие тайната си, че е жив. Първите научили за „възкресението“ са Уотсън и г-жа Хъдсън, която от радост получава лек истеричен припадък.
Холмс изказва съболезнованията си за смъртта на съпругата на Уотсън, а след това разказва какво всъщност се е случило преди няколко години, в района на водопада Райхенбах.
... Когато Уотсън, измамен от фалшивата бележка, оставя Холмс, на пътеката се появява Мориарти, за сблъсък „един срещу един“ (както тогава се е сторило на Холмс). Професорът позволява на Холмс да напише прощалната си бележка и след това го следва по тясната пътечка, точно до ръба на пропастта. Мориарти не е имал оръжие, затова той се хвърля върху Холмс опитвайки се да го бутне в пропастта. Въпреки това, Холмс, който владее някои японски техники за борба, по някакво чудо успява да избяга от лапите на Мориарти. Професорът рухва надолу и изчезва завинаги в бездната на Райхенбахския водопад.
Холмс е знаел, че на свобода все още са трима от най-опасните съучастници на Мориарти. Те със сигурност ще продължат преследването му, и не е известно, ще успее ли Холмс да избегне гибелта си. Затова Холмс решава да инсценира собствената си смърт скривайки се в една пукнатина в скалата. Изкатервайки се по отвесната скала Холмс успява да влезе в процепа. Когато Уотсън прибягва обратно, Холмс вижда от горе как страда приятеля му, как Уотсън се опитва безуспешно да го намери.
След като Уотсън си тръгва от мястото на трагедията, Холмс се убеждава, че никакво „благородство“ от Мориарти не е имало: някой започва да хвърля от върха огромни камъни, опитвайки се да убие Холмс. С огромна трудност на Холмс се удава да се върне на пътеката и да избяга.
В тайната си посвещава само един човек – брат си Майкрофт. В продължение на три години Холмс обикаля света. Той пребивава в Тибет, в Мека, във Франция. Научавайки, че на свобода е само един съучастниците на Мориарти, Холмс решава да се върне в Лондон. Много пъти Холмс е щял да пише на Уотсън, но се е удържал всеки път, опасявайки се, че Уотсън неволно може да издаде тайната за „смъртта на Холмс“.
Завършвайки разказа си, Холмс предлага на Уотсън да „поработят“ както в „добрите стари дни“. През вечерта на същия ден Холмс и Уотсън влизат в празната къща срещу тяхната квартира на Бейкър Стрийт. В прозореца ѝ изненаданият Уотсън вижда в един стол, близо до камината, да седи „Шерлок Холмс“ и мърда главата си сякаш „чете“ вестник. Холмс обяснява, че това е изкусно направен от восък манекен. Изведнъж в къщата се появява някакъв господин носейки някакви странни устройства. Холмс и Уотсън се спотяват и го наблюдават. Непознатият сглобява устройство, което превръща в нещо като странно изглеждаща пушка. Той стреля в „Холмс“, когото вижда в прозореца отсреща, като при това оръжието не гърми, а издава едва доловимо бръждене. Холмс се втурва към стрелеца, и с помощта на Уотсън и притичалата полиция, го задържа.
Злосторникът се оказва полковник Себастиан Моран, главен съучастник на покойния Мориарти. Именно Моран е хвърлял камъни върху Холмс, когато детективът се е сблъскал с професора до Райхенбахския водопад. И сега Моран е решил да убие Холмс с „въздушна" пушка, като по този начин отмъсти за смъртта на Мориарти. Но Холмс, предвиждайки това, е поставил вместо себе си манекена.
Холмс предлага на инспектор Лестрейд да арестува Моран, но не и за покушението срещу него, а за убийството на сър Роналд Адеър. Оказва се, че Моран е мошеник при игра на карти, и по време на една от игрите сър Роналд се досеща за това. Той предлага на полковника завинаги да напусне клуба на картоиграчите, за да не предизвика публичен скандал. Но сър Роналд иска да си върне парите, които е спечелил чрез измама. Именно по време на тези парични разкрития Моран е застрелял нещастния Роналд Адеър с „въздушната“ пушка. Това оръжие, което стреля напълно безшумно с патрони за револвер, е произведено от слепия механик фон Хердер по поръчка на професор Мориарти.
И така, след ареста на Моран, Холмс „възкръсва“ и отново започва да се бори срещу престъпния свят ...
| „ | – а Шерлок Холмс ще може да посвети отново времето си на разкриването на интересните загадки на сложния лондонски свят. | “ |

## Адаптации
През 1921 г. разказът е екранизиран във Великобритания в едноименния филм с участието на Ейли Норууд в ролята на Холмс и Хюбърт Уилис в ролята на Уотсън.
През 1951 г. отново е филмиран с участието на Алън Уитли в ролята на Холмс и Реймънд Франсис в ролята на Уотсън.
През 1986 г. е адаптиран отново във Великобритания с Джеръми Брет като Холмс и Едуард Хардуик като Уотсън. 